# Henri Poméon
Henri Poméon, né le 14 février 1910 à Saint-Étienne dans le département de la Loire, et mort le 14 septembre 1991 dans la même ville,, est un coureur cycliste français.
Son fils Damien a également été coureur cycliste au niveau amateur. 

## Palmarès
- 1931
  - 2e du Circuit du Forez
  - 3e du Grand Prix de Cours-la-Ville
- 1932
  - 2e du Grand Prix de Thizy
- 1933
  - Circuit des monts du Roannais
- 1934
  - 6e et 10e étapes du Grand Prix cycliste algérien
  - 2e de Lyon-Grenoble-Lyon
  - 2e du Tour d'Oranie
  - 2e du Circuit boussaquin
- 1935
  - Lyon-Vals-les-Bains
  - Grand Prix cycliste d'Oranie
    - 4e et 6e étapes
    - 2e du Classement général

  - 2e de Lyon-Grenoble-Lyon
  - 2e du Circuit du Bourbonnais
- 1937
  - 3e de Lyon-Grenoble-Lyon